# عضلات باطن الركبة
عضلات باطن الركبة أو العضلات المأبضية في تشريح جسم الإنسان، هي أي عضلة من عضلات الفخذ الخلفية الثلاث (من الطرف الوسطي] إلى الجانبي: العضلة شبه الغشائية، والعضلة شبه الوترية والعضلة ثنائية الرؤوس الفخذية).
تسمى المنطقة خلف الركبة في رباعيات الحركة العرقوب وهو وتر ضخم منفرد يقع في منطقة باطن الركبة أو أي منطقة مشابهة لها في هذه الكائنات.

## المعايير
المعايير المشتركة لأي عضلات باطن الركبة هي:
1. تنشأ العضلات من الإسك.
2. تصل مفصل الركبة أو الساق أو الشظية.
3. التعصيب يأتي الظنبوب من العصب الوركي.
4. تشارك في ثني مفصل الركبة وتمديد مفصل الورك.

وتسمى هذه العضلات التي تلبي جميع المعايير الأربعة المأبضية الحقيقية.
تصل العضلة المقربة الكبيرة فقط إلى حد درنة عظم الفخذ، ولكن يتم تضمينه بين أوتار الركبة لأن الرباط الجانبي الظنبوبي لمفصل الركبة شكليا هو الوتر المنحل لهذه العضلة. يعلق الرباط إلى اللقيمة الإنسية، وهما ملليمتران من درنة المقربة.

## البناء
عضلات الفخذ الخلفي هي (النصف وترية، النصف غشائية، ذات الرأسين الفخذية طويلة وقصيرة الرأس).
| العضلة                          | المنشأ                                            | الإندغام                                                   | العصب        |
| نصف وترية                       | الحدبة الإسكية                                    | السطح الإنسي للساق                                         | الوركي       |
| نصف غشائية                      | الحدبة الإسكية                                    | لقمة الظنبوب الإنسية                                       | الوركي       |
| العضلة الفخذية ذات الرأس الطويل | الحدبة الإسكية                                    | الجانب الوحشي لرأس الشظية                                  | الوركي       |
| العضلة الفخذية ذات الرأس القصير | الخط الوحشي فوق اللقمة الفخذية والخط الخشن الفخذي | الجانب الجانبي لرأس الشظية (الوتر المشترك مع الرأس الطويل) | الشظوي العام |

في بعض الأحيان يعتبر جزء من العضلة المقربة الكبيرة جزء من العضلات المأبضية.

## الوظيفة
العضلات المأبضية تتقاطع وتتصرف على مفصلين - الورك والركبة.
العضلة نصف وترية والعضلة نصف غشائية تمد الورك عندما يكون الجذع ثابتا؛ كذلك تعمل العضلتين على ثني الركبة وتدوير الجزء السفليّ للساق للداخل أثناء ثني الركبة.
تمتد العضلة الفخذية ذات الرأس الطويل، عندما تبدأ بالمشي.
وتعمل عضلة الفخذ ذات الرأسين على ثني الركبة وتدوير الجزء السفلي للساق للخارج أثناء ثني الركبة. 
تلعب هذه العضلات دورا هاما في العديد من الأنشطة اليومية مثل: المشي، والجري, والقفز، والسيطرة على بعض حركات الجذع.

## روابط خارجية
- MRI Images demonstrating avulsion fracture of the hamstring muscle origin